# Edward L. Cahn
Edward L. Cahn (New York, 12 febbraio 1899 – Los Angeles, 25 agosto 1963) è stato un regista statunitense.

## Biografia
Ha diretto tra l'altro la serie Simpatiche canaglie (Our Gang) tra il 1939 ed il 1943.

## Filmografia parziale
- Jazz Mad, regia di F. Harmon Weight (1928)
- I difensori della legge (Homicide Squad, 1931)
- Afraid to Talk (1932)
- Law and Order (1932)
- Behind the Headlines (1936)
- Gas House Kids in Hollywood (1947)
- Experiment Alcatraz (1950)
- Banditi atomici (Creature with the Atom Brain, 1955)
- Girls in Prison (1956)
- La carne e lo sperone (Flesh and the Spur, 1956)
- Dragstrip Girl (1957)
- Invasori dall'altro mondo (Invasion of the Saucer Men, 1957)
- Il mostro dell'astronave (It! The Terror from Beyond Space, 1958)
- Assalto dallo spazio (Invisible Invaders, 1959)
- La banda di Las Vegas (Guns, Girls, and Gangsters, 1959)
- 12 uomini da uccidere (Inside the Mafia, 1959)
- I mastini del West (Gunfighters of Abilene, 1960)
- Rivolta indiana nel West (Oklahoma Territory, 1960)
- Una corda per il pistolero (Noose for a Gunman, 1960)
- Bersaglio umano (The Walking Target, 1960)
- Cinque pistole (Five Guns to Tombstone, 1960)
- Operation Bottleneck (1961)
- Pistole fiammeggianti (Gun Fight, 1961)
- The Gambler Wore a Gun (1961)